# Îngeri pierduți
Îngeri pierduți este cea de-a treisprezecea telenovelă românească, produsă tot de Media Pro Pictures a cărei premieră a fost pe data pe 9 septembrie 2013 difuzată pe același post de televiziune Acasă TV, post specializat în difuzarea telenovelelor. De altfel ideea producerii acestei telenovele aparține directorului executiv al canalului, Ruxandra Ion care este și în prezent producător general.
Telenovela este structurată ca un serial color format din 70 de episoade a câte 46 de minute. Este o producție românească inspirată din campania Pro TV ,,Tu mai știi ce face copilul tău? Începând de la Scenaristii Andreea Catana, Geo Caraman, Producătorii Ruxandra Ion și Ducu Ion, Bianca Popescu și Producător-ul executiv Marius Ranete până la actori și echipa tehnică.
Imaginea este semnată de Radu Lopotaru, muzica și coloana sonoră sunt făcute de Mihai Coporan, iar piesa muzicală ,,Nopțile trec" este cântată de Vunk.

## Distribuție
- Diana Dumitrescu - Cristina Popa. protagonista
- Timur Vultureanu - Luca Popa, co-protagonist
- Ioan Isaiu - Alexandru Iordache, protagonist
- Diana Roman - Simona Mateescu, co-protagonista
- Mădălina Anea - Ana Mateescu, co-protagonista
- Ioana Flora - Angela Mateescu, co-protagonista
- Cătălin Cățoiu - Petri Iancu
- Paul Octavian Diaconescu - Tudor Oprea, co-protagonist
- Zane Jarcu - Vladimir Oprea (Danezu), antagonist
- Adina Galupa - Mirela Tănase, antagonista
- Marian Râlea - Horia Neacșu
- Ioana Ginghină - Ștefana Conache, antagonista principala
- Virginia Rogin - Venus Tănase
- Doinița Oancea - Aura Rusu
- Andreea Ibacka - Tina Niculescu
- Augustin Viziru - Robi Lăcătuș, co-protagonist
- Claudiu Dumitru - Noni Varga
- Nicodim Ungureanu - Nicu Cocârțău, antagonist
- Clara Vodă - Nuța Cocârțău
- Alexandru Papadopol - Emil Voican
- Anghel Damian - Mihai Conache, antagonist
- Șerban Celea - Dragomir Conache
- Mircea Gheorghiu - Mircea Dumitrescu
- Alexandra Buza - Maia Stoian

## Episoade
Articol principal: Lista episoadelor din Îngeri pierduți.